# Risque phytosanitaire
Le risque phytosanitaire est le risque lié à la possibilité de propagation ou d'apparition dans une région donnée, du fait des activités humaines, de nouvelles pathologies ou de nouveaux bioagresseurs susceptibles de limiter le rendement des cultures ou la qualité des produits agricoles. Ce risque, qui est principalement économique, a été défini par la Convention internationale pour la protection des végétaux (CIPV). Il est distinct du risque lié à l'utilisation des produits phytosanitaires du fait de leur toxicité à l'égard de l'homme, des animaux et de l'environnement en général.
L'équivalent du risque phytosanitaire dans le monde animal est le risque zoosanitaire. Ces deux risques augmentent avec la mondialisation des échanges commerciaux agricoles et agroalimentaires, ainsi qu'avec l'augmentation de la mobilité des biens et des personnes.
L'évaluation du risque phytosanitaire pour les organismes de quarantaine est l'évaluation de la probabilité d'introduction et de dissémination d'un organisme nuisible et des conséquences économiques potentielles qui y sont associées.